# Вінстон (циклон)
Циклон «Вінстон» (англ. Cyclone Winston) — найпотужніший тропічний циклон у Південній півкулі за всю історію спостережень, а також найпотужніший тропічний циклон, що досягав суші за всю історію спостережень, і найпотужніший тропічний циклон у 2016 році. Вінстон також є найдорожчим тропічним циклоном за всю історію спостережень у басейні південної частини Тихого океану. 
Система була вперше помічена як зона низького тиску 7 лютого 2016 року, коли вона була розташована на північний захід від Порт-Віла, Вануату. Протягом наступних кількох днів система поступово розвивалася, рухаючись на південний схід, набуваючи штормового вітру до 11 лютого. Наступного дня він зазнав швидкої інтенсифікації та досяг десятихвилинного максимального тривалого вітру 175 км/год (110 миль/год). Менш сприятливі умови навколишнього середовища викликали ослаблення згодом. Після повороту на північний схід 14 лютого Вінстон зупинився на півночі Тонга 17 лютого. Через зміну вищого рівня керування шторм повернувся на захід. У процесі Вінстон знову швидко посилився, досягнувши 5 категорії інтенсивності як за шкалою австралійського тропічного циклону, так і за шкалою ураганного вітру Саффіра-Сімпсона 19 лютого. Шторм пройшов прямо над Вануа-Балаву, де був помічений національний рекорд пориву вітру 306 км/год (190 миль/год).
Циклон досяг свого піку інтенсивності 20 лютого, з десятихвилинним стійким вітром 280 км/год (175 миль/год) і тиском 884 гПа (мбар; 26,10 дюйма рт. ст.), незадовго до того, як він обрушився на Віті-Леву, Фіджі. Після цього шторм повільно слабшав у менш сприятливому середовищі; протягом цього часу система повернула на південний схід, хоча залишалася далеко від Фіджі. Пізніше 24 лютого він перетворився на залишкову низину з деякими субтропічними характеристиками, коли повернув на захід, а пізніше на північний захід. Система проіснувала більше тижня над Кораловим морем, перш ніж остаточно переміститися над Квінслендом, Австралія та розсіявся 3 березня, через 26 днів після того, як був класифікований як залишковий мінімум.
Напередодні шторму на Фіджі було відкрито численні притулки, а ввечері 20 лютого по всій країні було введено комендантську годину. Ударивши по Фіджі з інтенсивністю 5 категорії 20 лютого, Вінстон завдав значної шкоди багатьом островам і вбив 44 людини. Зв'язок був тимчасово втрачений щонайменше з шістьма островами, а деякі залишалися ізольованими більше ніж через два дні після проходження шторму. Загалом 40 000 будинків було пошкоджено або зруйновано, а приблизно 350 000 людей — приблизно 40 відсотків населення Фіджі — значно постраждали від шторму. Загальний збиток від Winston склав 2,98 мільярда доларів США (1,4 мільярда доларів США). Уряд країни оголосив надзвичайний стан 20 лютого, який залишався на місці 60 днів. Відразу після циклону уряди Австралії та Нової Зеландії надали матеріально-технічну підтримку та пакети допомоги. У наступні тижні коаліція міжнародної підтримки, включно з міжурядовими організаціями, надала десятки мільйонів доларів допомоги та сотні тонн товарів для жителів Фіджі.

## Метеорологічна історія

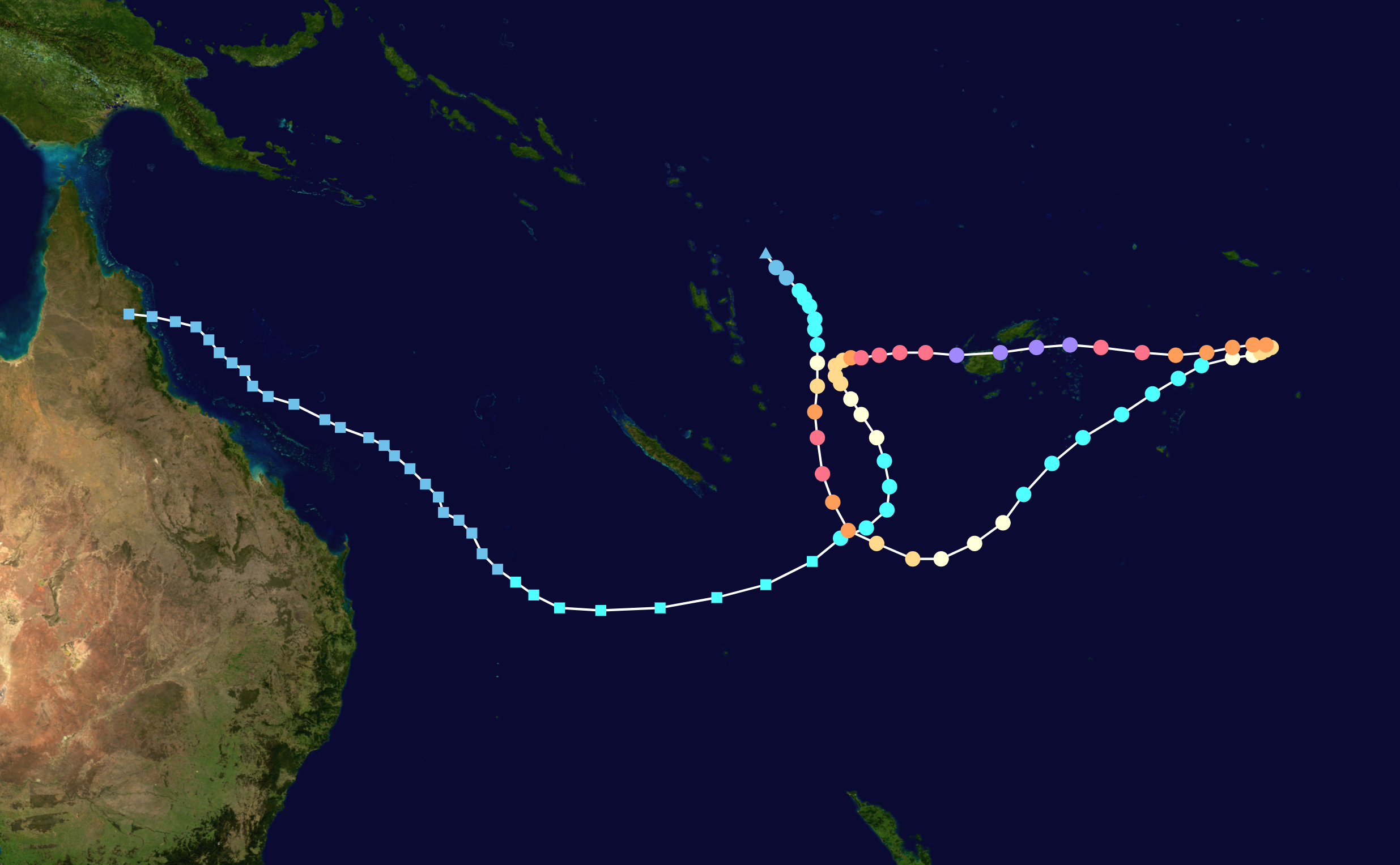
Карта шляху і інтенсивності Циклону Вінстон

### Формування та початкова пікова інтенсивність
7 лютого 2016 року Метеорологічна служба Фіджі (FMS) почала стежити за тропічним збуренням 09F, яке виникло приблизно за 1000 км (620 миль) на північний захід від Порт-Віла, Вануату. Протягом наступних кількох днів система рухалася на південний-схід і поступово розвивалася далі у сприятливому середовищі. 10 лютого Об’єднаний центр попередження про тайфуни (JTWC) ініціював консультації щодо системи та класифікував її як тропічний циклон 11P, хоча він знаходився приблизно в 860 км (535 миль) на північний-захід від Сува, Фіджі. FMS підвищив його до 1 категорії за шкалою Австралійського тропічного циклону і присвоїв йому назву Вінстон рано 11 лютого; у цей час шторм був розташований приблизно за 820 км (510 миль) на північний-захід від Фіджі система прямувала на південний-схід. Близько 12:00 UTC того ж дня Вінстон посилився до тропічного циклону 2 категорії, оскільки невелике, чітко окреслене око розвинулося в межах поглиблення конвекції..

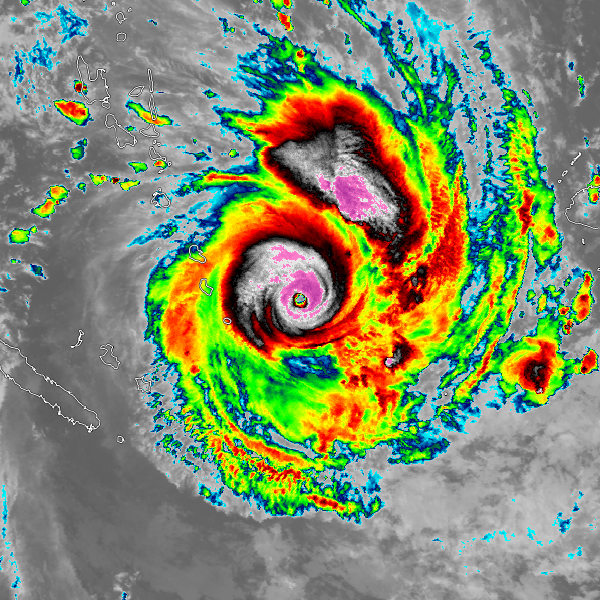
Вінстон досяг свого початкового піку інтенсивності на південний-схід від Вануату 12 лютого

Розташований у дуже сприятливому середовищі — з температурою поверхні моря від 30 до 31 °C (86 до 88 °F), сильним потоком з верхнього рівня та слабким зсувом вітру— Вінстон швидко посилився 12 лютого, ставши сильним тропічним циклоном 3 категорії о 06:00 UTC, а потім циклон 4 категорії лише через шість годин. Система представила чітке око, охоплене глибокою конвекцією, і вона досягла свого початкового піку інтенсивності о 18:00 UTC, з десятихвилинним максимальним постійним вітром 175 км/год (110 миль/год) і JTWC оцінив однохвилинний максимальний стійкий вітер у 215 км/год (130 миль/год), класифікуючи його як циклон 4 категорії за шкалою ураганних вітрів Саффіра-Сімпсона. Незабаром після цього посилення зсуву вітру викликало послаблення; конвекція слабшала і виглядала дедалі рваніше. 14 лютого Вінстон повернув на північний-схід, оскільки субтропічний хребет розташувався на півночі.

### Послаблення і північно-східний поворот
Постійний зсув вітру витіснив конвекцію з центру Вінстона, залишивши її циркуляцію частково відкритою. У результаті стан системи знизився нижче статусу сильного тропічного циклону до 00:00 UTC 15 лютого. Умови стали більш сприятливими для розвитку 16 лютого, коли зсув послабився над циклоном. Того дня в конвенція посилилась біля центру циклону, що ознаменувало початок реінтенсифікації. Пізніше того ж дня око зміниломь в межах посилення конвекції, і до 18:00 UTC Вінстон відновив інтенсивність сильного тропічного циклону. Ядро шторму ставало дедалі компактнішим і чіткішим у міру його посилення, а в центрі була  щільна хмарність. Пізніше того ж дня Вінстон увійшов у зону слабких течій, і шторм став майже нерухомим.

### Пік інтенсивності та вихід на берег Фіджі
Зміцнення хребта на південь підштовхнуло Вінстон на захід до 18 лютого, спрямувавши циклон, що посилюється, на Фіджі. Того дня штормове око зросло в розмірах, а витік на верхньому рівні став чіткішим. Загальна структура Вінстона ставала все більш симетричною, і система набула рис кільцевого тропічного циклону. Ще один період швидкого посилення відбувся 19 лютого, коли око шторму шириною 27 км (17 миль) було оточене інтенсивною конвекцією. Вінстон отримав статус 5 категорії — найвищий рівень за австралійською шкалою інтенсивності — до 06:00 UTC, з десятихвилинним стійким вітром, що досягає 205 км/год (125 миль/год). Завдяки майже ідеальним умовам для інтенсифікації Вінстон ще більше посилився, і JTWC оцінив, що до 18:00 UTC він отримав однохвилинний стійкий вітер зі швидкістю 270 км/год (165 миль/год), класифікуючи його як категорію 5-еквівалентний циклон за шкалою ураганних вітрів Саффіра–Сімпсона. Приблизно в цей час циклон пройшов безпосередньо над невеликим островом Вануа-Балаву. Там метеостанція зафіксувала тривалий вітер 233 км/год (145 миль/год) і порив 306 км/год (190 миль/год); обидва значення є національним рекордом Фіджі.
Проходячи на південь від Вануа-Леву, Вінстон досяг свого рекорду інтенсивності рано 20 лютого з десятихвилинним стійким вітром 280 км/год (175 миль/год) і тиском 907 гПа (мбар; 26,10 дюйма рт. ст.). За оперативними оцінками це було з десятихвилинним стійким вітром 230 км/год (145 миль/год) і тиском 915 гПа (мбар; 27,02 дюйма рт. ст.). JTWC оцінив Вінстон з однохвилинним стійким вітром у 285 км/год (180 миль/год). На піку інтенсивності він виявив досить симетричну конвективну структуру з 25-кілометровим (15 миль) круглим оком, при слабкому вертикальному зсуві вітру, який легко компенсується сильною дивергенцією вгорі; крім того, температура поверхні моря залишалася теплою, близько 28 °C (82 °F). Вінстон незабаром вихід на берег в Ракіракі на Віті-Леву з максимальною інтенсивністю, що робить його єдиним відомим штормом 5 категорії як за шкалою австралійських тропічних циклонів, так і за шкалою Саффіра-Сімпсона, який безпосередньо вплинув на Фіджі, і, отже найсильнішим штормом за рекордом який вразив країну. Це також стало найсильнішим виходом на сушу серед усіх циклонів у південно-тихоокеанському басейні та одним із найсильніших виходів на сушу в усьому світі. Незважаючи на те, що він трохи погіршився під час перетину північної частини Віті-Леву, Вінстон залишився добре організованим, змінивши обірване та заповнене хмарами око після повторного виходу у відкриті води.

### Остаточне ослаблення і розсіювання

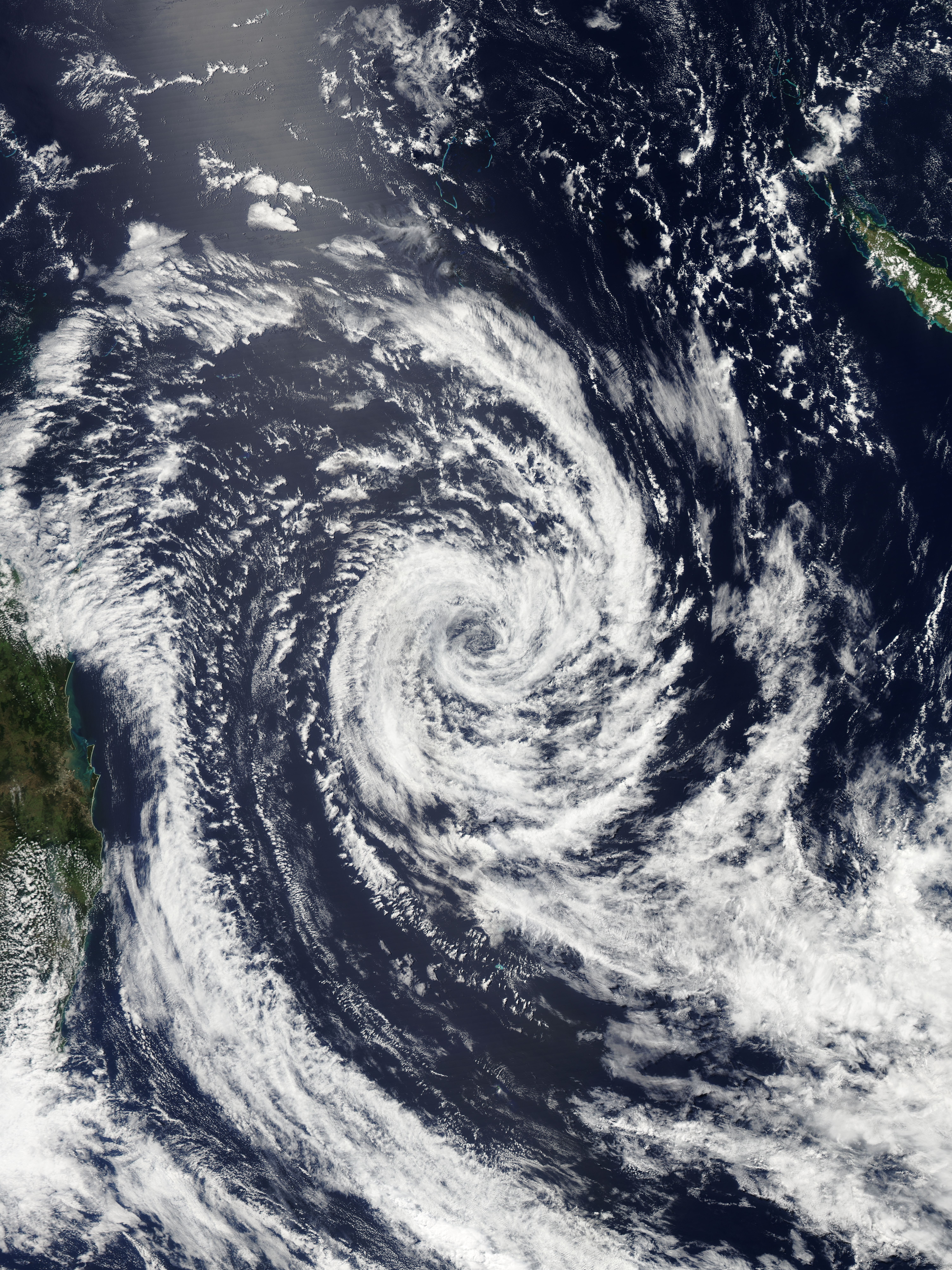
Вінстон на схід від Квінсленда з субтропічними характеристиками 27 лютого

Все ще за сприятливих умов Вінстон зберігав інтенсивність до ранку 21 лютого, коли підйом прохолодніших вод під циклоном, що сповільнювався, спричинив його ослаблення до циклону 4 категорії. 22 лютого Вінстон різко повернув на південний-схід, коли основний механізм керування змістився з ретроградного хребта на захід до хребта на сході; крім того, сухе повітря перешкоджало реінтенсифікації. Дуже сильний вертикальний зсув вітру та охолодження температури поверхні моря призвели до постійного ослаблення, і 23 лютого інтенсивність Вінстона впала нижче потужного тропічного циклону.  Пізніше низькорівневий циркуляційний центр став повністю оголеним з неглибокою конвекцією, зсуваною на південь. Коли система слабшала, відносно неглибокий субтропічний хребет почав спрямовувати її на південний-захід. Пізно ввечері 24 лютого, коли Вінстон увійшов у зону відповідальності TCWC Веллінгтон, JTWC видав останнє попередження та вказав субтропічні характеристики, посилаючись на ослаблення теплого ядра середнього рівня та розширення поля вітру.
MetService стверджував, що Вінстон перейшов у екстратропічний циклон на південний-схід від Нової Каледонії зі штормовими вітрами о 00:00 UTC 25 лютого, однак JTWC продовжує класифікувати Вінстон як субтропічну систему. У другій половині дня посттропічний циклон перемістився в басейн Австралії, де він знову почав слабшати. Незважаючи на те, що Вінстон почав рухатися на північний-захід і рухатись за більш високою температурою поверхні моря з 27 лютого, несприятливі умови на верхньому рівні, а також сухе повітря завадили повторній інтенсифікації. Система продовжувала відстежувати узбережжя Квінсленда, Австралія, будучи слабкою та мілкою системою. Австралійське бюро метеорології повідомило, що Вінстон зрештою перейшов у тропічний мінімум і вийшов на узбережжя на північ від Кернса о 12:00 UTC 3 березня, локально вночі. Вінстон незабаром перетворився на залишковий мінімум над землею.

## Підготовка

Вінстон виходить на сушу у Віті-Леву 20 лютого

14 лютого FMS почала видавати попередження про тропічний циклон для південних островів Лау Фіджі. Вони поступово розширювали охоплення до 15 лютого, але їх було припинено 16 лютого, оскільки Вінстон відійшов від країни. Попередження були відновлені 18 лютого, після того, як Вінстон повернувся назад у бік Фіджі, і були видані для північних і східних островів. 19 лютого більшість північних островів на найближчому шляху шторму отримали попередження про ураган. Усі притулки на Південних островах Лау, острові Коро та Тавеунібули відкриті 19 лютого; на всій території Фіджі відкрито понад 700 притулків. Збройні сили Республіки Фіджі були переведені в режим очікування для надання допомоги. Надзвичайний стан був оголошений у другій половині дня 20 лютого і діяв до 20 квітня. По всій країні було введено комендантську годину, починаючи з 18:00 за місцевим часом. Рух громадського транспорту було призупинено по всій Віті-Леву, і Управління доріг Фіджі настійно рекомендувало жителям уникати подорожей без необхідності. Прем'єр-міністр Френк Байнімарама назвав шторм найважчим випробуванням

## Наслідки

### Фіджі

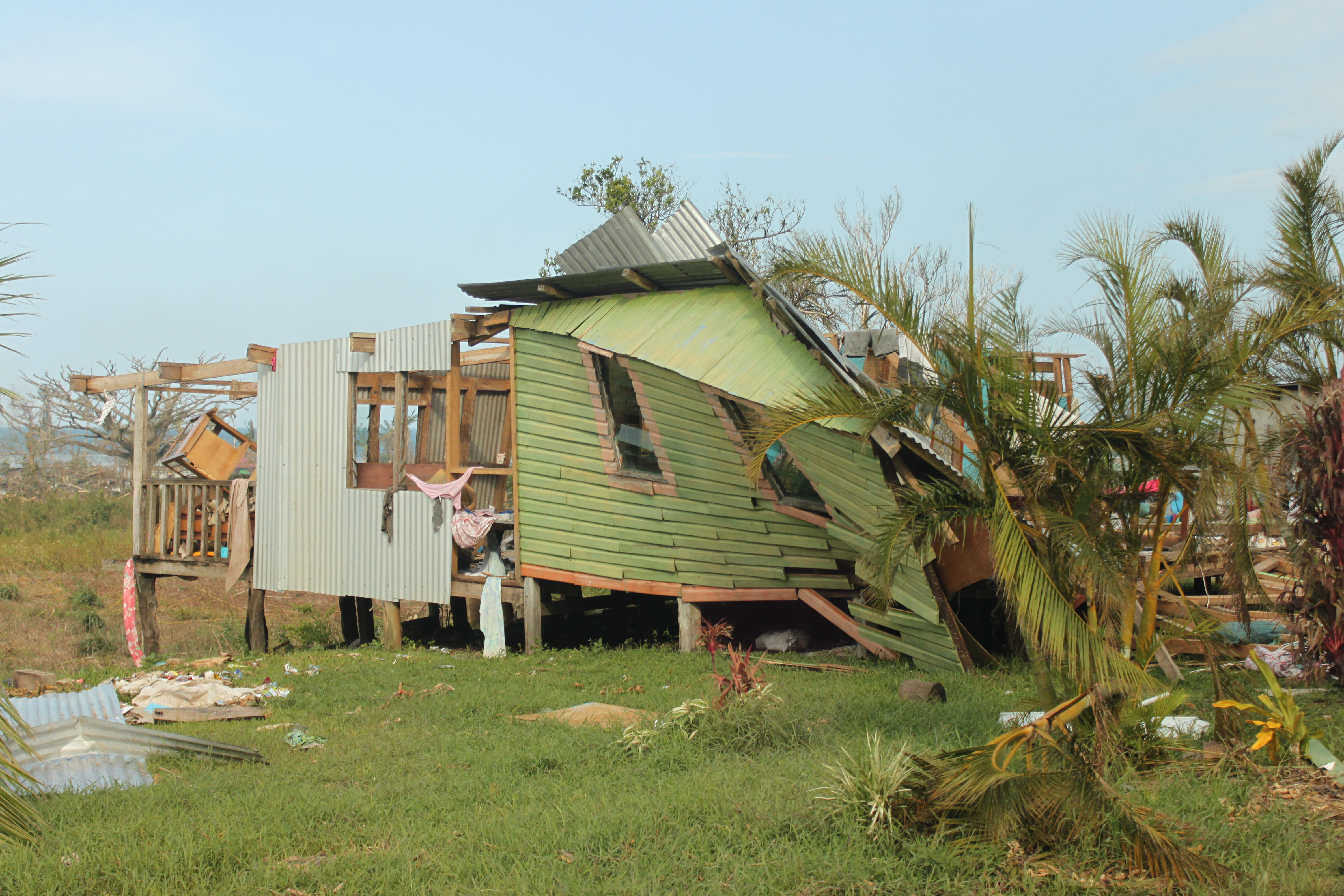
Будинок, майже зруйнований штормом у провінції Тайлеву

Вдаривши по країні 20 лютого, Вінстон завдав великої шкоди численним островам. Приблизно 80 відсотків із 900 000 жителів країни втратили електроенергію,, включаючи всю Вануа-Леву, оскільки ураганний вітер валив дерева та лінії електропередач. Зв'язок із Вануа Балаву, Лакеба, Кісія, Наяу, Тавеуні та Камеа був втрачений 20 лютого. Станом на вечір 22 лютого контакт із Вануа Балаву ще не було встановлено. Стаціонарний телефонний зв'язок був втрачений на острові Матуку. Загалом по всій країні було вбито 44 людини: 21 у Західному окрузі, 15 у Східному окрузі, 6 у Центральному окрузі і 2 у Північному окрузі. Ще 126 отримали поранення. За оцінками, 350 000 людей — загальне населення країни становило 837 721 осіб станом на перепис 2007 року— постраждали від шторму.
Східна частина Фіджі була першою, на яку вразив Вінстон, багато островів зазнали катастрофічної шкоди. Цілі громади були знищені, приблизно 40 000 людей потребували негайної допомоги. острів Коро зазнав серйозної шкоди: школи були зруйновані, а багато будівель втратили дахи. Селище Каде було зрівняно з землею, зруйновано майже всі споруди. Одна людина загинула в Набасові, коли його будинок обвалився, а дванадцять людей отримали поранення в Набуні. Ще одна жінка на острові пізніше померла в лікарні від отриманих травм. Загалом на острові Коро було зруйновано 788 будинків і 234 пошкоджено, в результаті чого понад 3000 людей залишилися без даху над головою. Повідомлялося про значні пошкодження на Овалау., де максимальний штормовий приплив води досяг 7 м (23 фути). На острові Тавеуні було зруйновано 722 будинки та пошкоджено 837, орієнтовна вартість яких склала 11,2 мільйона доларів США (5,29 мільйонів доларів США). Два головні порти на Тавеуні були серйозно пошкоджені та майже виведені з ладу. Південні райони острова стали ізольованими, коли був зруйнований міст. Комунікаційна вежа на острові Маго, що належить Мелу Гібсону, згорнуто. [92] Тільки в провінції Ломаївіті шторм залишив 42 000 тонн сміття. 
На Віті Леву сильний вітер зруйнував щонайменше два будинки у Вайдаму; річка Вайдаму також вийшла з берегів і затопила сусідні громади. У селі Драунійві 64 будинки були повністю зруйновані, ще 70 отримали пошкодження. Сотні будинків були зруйновані в місті Ракіракі та його околицях, а Fiji Times описує цей район як сцену спустошення та відчаю. Південне узбережжя Вануа-Леву постраждало від значного штормового хвилі, який затопив території на глибині до 183 м (600 футів) поблизу села Тасілеву. Максимальний наліт хвилі досяг 5 м (16 футів) у Нукубалаву.
По всій території Фіджі загалом було пошкоджено або зруйновано 40 000 будинків. На Західний округ припадає більшість збитків: 6 954 будинки зруйновано та 11 234 пошкоджено. Це призвело до того, що приблизно 131 000 людей потребують негайної допомоги та притулку. Крім того, 229 шкіл були серйозно пошкоджені або зруйновані. Загальний збиток від шторму склав 2,98 мільярда доларів США (1,4 мільярда доларів США). Однак, незважаючи на величезну шкоду, завдану Вінстоном, основний туристичний сектор був значною мірою врятований.

### Інші країни південної частини Тихого океану

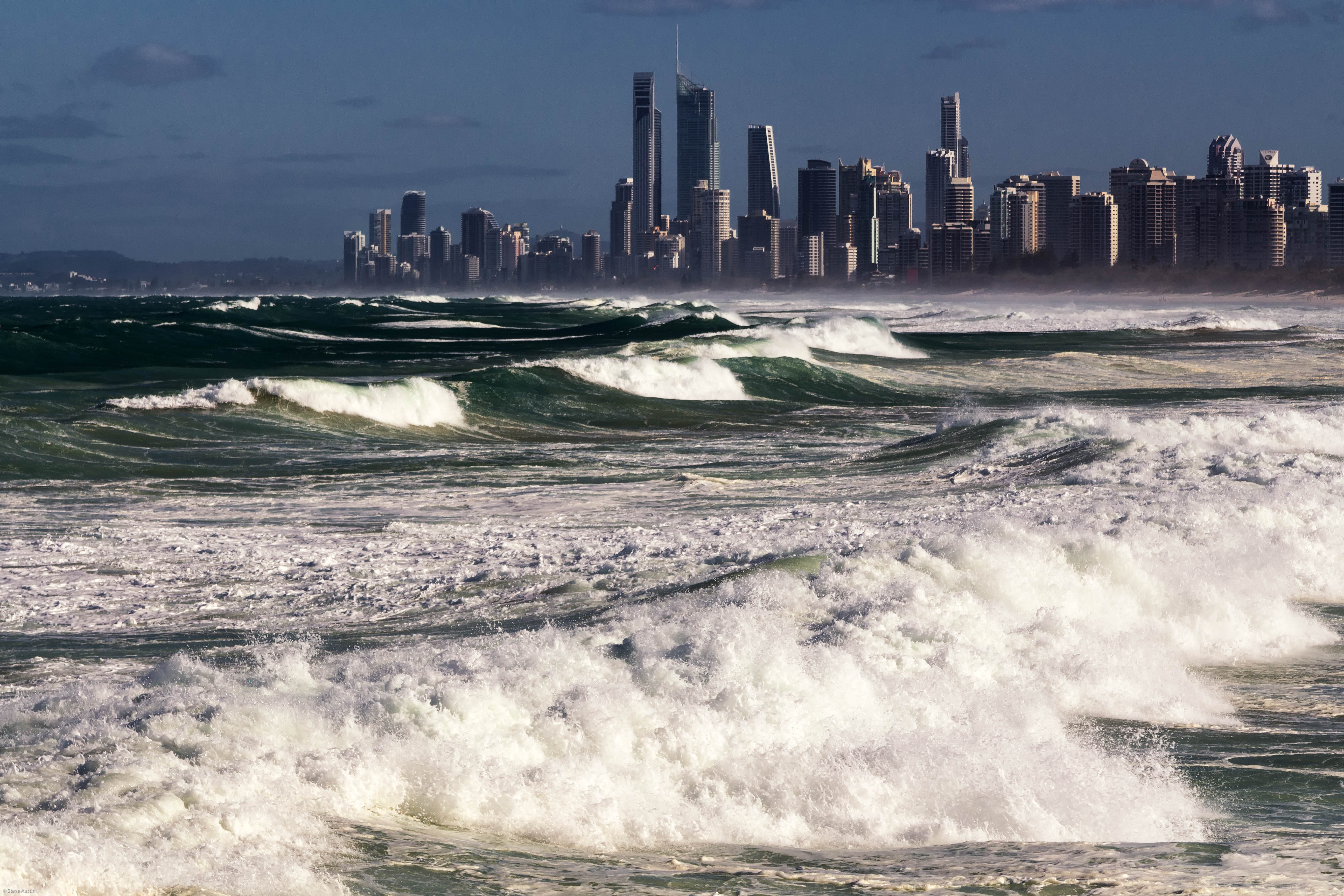
Великі хвилі в Голд-Кості, штат Квінсленд, призвели до поранення кількох людей і спричинили закриття пляжів

Двічі вдаривши по острівній країні Тонга протягом кількох днів, Вінстон завдав значної шкоди північній частині. Приблизно 2500 людей знайшли притулок у притулках. Перше проходження шторму призвело до здебільшого пошкодження врожаю, тоді як друге принесло більші структурні пошкодження. Щонайменше 10 будинків було зруйновано, ще 200 пошкоджено.  Сільське господарство зазнало значної шкоди: 85–95 відсотків врожаю бананів і більшої частини врожаю ванілі на Вавау було втрачено. Вінстон також вплинув на Ніуе 16 лютого; FMS також видало попередження про тропічний циклон і руйнівний сильний злив для острівної держави.
Тонга також отримала гроші та допомогу, а також медичне приладдя від Нової Зеландії, яка також забезпечила 8000 людей чистою водою. Австралія також надала допомогу Тонгі, включаючи розподіл гуманітарних товарів на суму 300 000 австралійських доларів через Товариство Червоного Хреста Тонги, два літаки для спостереження та оцінки та двох експертів із ліквідації наслідків стихійних лих з Австралійського цивільного корпусу для надання допомоги.
Великі хвилі — до 4-6 м (13-20 футів) у висоту — від залишків Вінстона вразили південний Квінсленд, Австралія. Пляжі Голд-Кост і Саншайн-Кост були закриті 26 і 27 лютого через небезпечні умови. Щонайменше 15 людей отримали травми, починаючи від вивиху плечей і закінчуючи переломами ніг, через несприятливі погодні умови. Повідомлялося про зникнення бодібордера біля Таллебудгери; гелікоптерний пошук не зміг нікого знайти, і пошуки були припинені, поки не буде подано повідомлення про зникнення. Сильні шторми 29 лютого, пов'язані з зовнішніми смугами залишків Вінстона, принесли сильні дощі в частині Квінсленда. У Гарбутті випало 106 мм (4,2 дюйма) дощу, тоді як у Таунсвіллі за 1 годину випало 80 мм (3,1 дюйма) дощу. 3 березня на півночі Квінсленда почався сильний дощ, коли останки Вінстона здійснили вихід на берег поблизу Кернса. Кількість опадів досягло 215 мм (8,5 дюймів) у маленькому містечку Фелуга.